# Quartier de l'Horloge
Quartier de l'Horloge [karťjé delorlož] je malá čtvrť obytných domů v Paříži ve 3. obvodu. Čtvrť navrhl v 70. letech 20. století architekt Jean-Claude Bernard. Název čtvrti (čtvrť Orloje) je odvozen od uměleckého díla Le Défenseur du temps – orloje, který se nachází na jednom z domů.

## Umístění
Čtvrť se nachází v Le Marais v oblasti ohraničené Rue Saint-Martin na západě, Rue Rambuteau na jihu, Rue du Grenier-Saint-Lazare na severu a Rue Beaubourg a Centre Georges Pompidou na jihu.

## Architektura
Urbanista a architekt Jean-Claude Bernard vytvořil návrh řešení zanedbané pařížské čtvrti s cílem zohlednit tradiční městskou strukturu. Soubor staveb nahradil nevyhovující zástavbu, z níž se dochovaly pouze fasády na Rue Saint-Martin a čtyři budovy na Rue Beaubourg z počátku 20. století. Čtvrť byla otevřena v listopadu 1979. Šesti a sedmipatrové budovy evokují dřívější středověký shluk, čímž se snaží zapadnout do ducha původní zástavby.